# LaMont Johnson (Musiker)
LaMont Johnson (* 1. Oktober 1941 in New York City; † 21. Oktober 1999 ebenda) war ein US-amerikanischer Jazzpianist, Keyboarder, Komponist und Musikproduzent.

## Leben und Wirken
Johnson wurde Mitte der 1960er Jahre durch seine Zusammenarbeit mit Jackie McLean bekannt, an dessen Blue Note-Alben Dr. Jackle (1966), New and Old Gospel (1967, mit Ornette Coleman) und Demon’s Dance (1970) er mitwirkte. Außerdem spielte er mit Kenny Burrell, Hank Mobley (Reach Out, 1968), Paul Beaver und Bud Shank. 
1966 gründete LaMont Johnson mit seinem Bruder Keith 1966 das Label Down Town Records an der Lower East Side von New York, auf dem R&B- und Jazz-Aufnahmen lokaler Musiker entstanden. Die Räumlichkeiten des Labels wurden von vielen Jazzmusikern des nahe gelegenen Clubs Slugs im East Village für Demo-Aufnahmen genutzt. 1969 wurde das Label eingestellt.
Ab den 1970er Jahren legte er eine Reihe von Alben unter eigenem Namen vor, meist auf dem Label Orchard. 1972 nahm er als Keyboarder das Album Sun, Moon and Stars auf, an dem auch Sal Marquez und Charles Owens mitwirkten und das sich im Spektrum von Post-Bop bis Funk bewegte. Er schrieb auch die Musik zu dem Film How Come Nobody's On Our Side? und produzierte 1972 ein ambitioniertes Soul-Funk-Album namens Speed Of Light, das er dem Scientology-Gründer L. Ron Hubbard widmete. Für dessen Kirche hatte er bereits 1970 die Musik für einen Kurzfilm (Freedom) komponiert, die auf Hubbards Schriften basierte. Später distanzierte er sich von der Scientology-Sekte; angeblich soll sein Studio dann einem Racheakt der Sekte zum Opfer gefallen sein. Weitere Arbeiten Johnsons für Filmmusiken waren die Musik für den Kung-Fu-Film Thunderfist (u. a. mit Ronnie Laws, Ndugu Chancler und Blue Mitchell) sowie Musik für Werbefernsehen.
Der Jazzmusiker ist nicht mit dem gleichnamigen Filmregisseur Lamont Johnson (1922–2010) sowie dem Detroiter R&B/Funk-Musiker gleichen Namens zu verwechseln.

## Diskographische Hinweise
- Nine: A Mystical Musical Allegory (Orchard, 1976)
- Aces (Orchard, 1979)
- New York Exile (Orchard, 1987)
- Burned by the Passion (MasterScores, 1991)
- 242 E 3rd (Orchard, 1998)